# Boubers-lès-Hesmond
Boubers-lès-Hesmond is een gemeente in het Franse departement Pas-de-Calais (regio Hauts-de-France) en telt 71 inwoners (2009). De plaats maakt deel uit van het arrondissement Montreuil.

## Geografie
De oppervlakte van Boubers-lès-Hesmond bedraagt 1,7 km², de bevolkingsdichtheid is dus 41,8 inwoners per km².
De onderstaande kaart toont de ligging van Boubers-lès-Hesmond met de belangrijkste infrastructuur en aangrenzende gemeenten.

## Demografie
Onderstaande figuur toont het verloop van het inwonertal (bron: INSEE-tellingen).